# Un taxi pour Aouzou
Un taxi pour Aouzou ist ein französischer halbdokumentarischer Kurzfilm von Issa Serge Coelo aus dem Jahr 1995.

## Handlung
Ali Mahamat Nour ist ein junger Taxifahrer in N’Djamena. Er stammt aus Abeché im Osten des Tschad und wuchs nach dem frühen Tod des Vaters mit seinem jüngeren Bruder bei einem Onkel auf. Dem gehört auch das Taxi, das Ali fährt und das er nach und nach abbezahlt. Alis Frau Achta ist hochschwanger und das Kind kann jederzeit zur Welt kommen. Achta will jedoch nicht ins Krankenhaus, sondern lässt sich von Ali zu ihrer Mutter fahren. Ali, aufgrund der im Krieg erlittenen Folterspuren auch „Arbatachar“ („vierzackig“) genannt, beginnt seinen Tag als Taxifahrer. Er weiß, dass er mehrere Kinder haben wird, jedoch aus finanziellen Gründen nicht mehr als drei.
In Alis Taxi steigen nach und nach Fahrgäste ein: Ein Mann, mit dem Ali über Benzin redet, zwei junge Frauen, die zu einer Hochzeit unterwegs sind, und eine ältere Frau, die Fisch nach Hause transportiert. Zwischen den Frauen kommt es zum Streit, der durch die Explosion eines Reifens unterbrochen wird. Ali wird sofort an einen Gewehrschuss erinnert. Während das Auto repariert wird, geht Ali in die Moschee beten und zahlt seinem Onkel anschließend den Wochenverdienst aus. Ein nächster Kunde lässt sich und den vermeintlich kranken Bruder nach Diguel fahren, wo er Ali mit vorgehaltenem Messer ausrauben will. Ali jedoch hat eine Pistole im Wagen und schlägt den Mann so in die Flucht. Er kehrt ohne Bezahlung nach N’Djamena zurück, hat jedoch eine Anekdote beim Treffen der Taxifahrer zu erzählen. Weitere Fahrten folgen, darunter zum Flughafen und in einem Gewitter erneut nach Diguel – diesmal fährt er jedoch eine Frau, die ihn für die Fahrt gut bezahlt.
Zurück in der Stadt kommt Alis Bekannter Taha gerannt: Achta liegt bereits im Krankenhaus und hat ein Mädchen zur Welt gebracht. Ali scheint darüber etwas enttäuscht zu sein, fährt jedoch sofort zum Krankenhaus. Achta ist von der Familie umringt und Ali nimmt seine Tochter erstmals in den Arm. Bereits nach kurzer Zeit müssen alle aufbrechen, weil das Krankenhausbett neu vergeben wird. Alis Pläne für die Zukunft sind, das Taxi abzubezahlen, ein festes Haus zu errichten und einen Sohn zu zeugen. Auf dem Weg vom Krankenhaus nach Hause werden die Autos von der Gendarmerie angehalten, die anlasslos die Wagen durchsuchen. Dabei finden sie Alis Waffe und wollen ihn mitnehmen. Zwischen Ali, seinen Verwandten und der Gendarmerie entspinnt sich eine Diskussion, die Kamera schwenkt über die Dächer von N’Djamena, die bis zum Horizont reichen.

## Produktion
Un taxi pour Aouzou war das Regiedebüt von Issa Serge Coelo, der aus dem Tschad stammt, zu der Zeit jedoch in Frankreich lebte und arbeitete. Das Drehbuch schrieb Coelo in Zusammenarbeit mit Pierre Guillaume, um dem bis dahin dokumentarischen Kurzfilm eine Spielfilmnote zu geben. Coelo selbst fehlte als Regisseur und Kameramann zu der Zeit nach eigener Aussage „die Fähigkeit und die Erfahrung“ im Drehbuchschreiben.
Der Film wurde von Movimento aus Frankreich produziert und 1994 im Tschad in N’Djamena gedreht. Filmsprache war Arabisch, wobei er mit französischen Untertiteln lief. Neben Dialogen enthält der Film auch Passagen mit Voice-Over. Un taxi pour Azouzou ist Bob Marley, „le prophète noir“, gewidmet.
„Coelo filmt die Stadt und ihre Einwohner mit offensichtlichem Vergnügen und erfasst die Wirklichkeit in kleinen Dosen, wobei er dem Zuschauer die Freiheit zur Interpretation laesst“, urteilte Die Tageszeitung. Laut Kritik erlaube die Gestaltung des Films mit der Interaktion Alis mit seinen Mitfahrern sowie den Voice-Over-Gedanken Coelo ein realistisches Porträt der Bewohner der Stadt und stelle Fragen zu den sozialen Bedingungen im Tschad einige Jahre nach dem Bürgerkrieg. Un taxi pour Aouzou gilt dabei als zeitgenössisches Beispiel des sozial-realistischen Stils („Sembenian-Schule“).
Un taxi pour Aouzou lief im April 1995 im Rahmen der Internationalen Kurzfilmtage Oberhausen und wurde im Mai 1995 auf dem FESPACO in Ouagadougou aufgeführt. Im November 1995 erfolgten zwei Aufführungen des Kurzfilms im Kino Studio 4 in Zürich. International lief der Film zudem unter anderem im März 1996 auf dem Internationalen Kurzfilmfestival Tampere und im Oktober 1996 auf dem 16. Arabisch-Afrikanischen Filmfestival in Karthago. Im deutschen Filmmuseum in Frankfurt wurde der Film im Februar 2004 im Rahmen der Reihe Africa Alive gezeigt.

## Auszeichnungen
Un taxi pour Aouzou gewann auf den Internationalen Kurzfilmtagen Oberhausen 1995 den Preis der Mitarbeiterinnen der Kurzfilmtage. Issa Serge Coelo wurde 1996 für Un taxi pour Aouzou auf dem Internationalen Kurzfilmfestival Tampere im internationalen Wettbewerb mit einem Ehrendiplom ausgezeichnet. Der Film war 1997 für einen César in der Kategorie Bester Kurzfilm nominiert.